# Perú en la Copa Mundial de Fútbol de 1970
La Selección del Perú fue uno de los 16 países participantes de la Copa Mundial de Fútbol de 1970, que se realizó en México.
Habían pasado 40 años, desde que una Selección Peruana no participaba de un mundial. Entre la Copa Mundial de Fútbol de 1934 y la Copa Mundial de Fútbol de 1954, la Selección no participó, lo que generó que se perdieran al menos cuatro generaciones de jugadores que podrían haberle dado al país algún título. Luego no clasificaría hasta este mundial, siendo la primera vez que el Perú, accedería por derecho propio y no por invitación.
Durante su participación en primera fase integró el Grupo 4 junto con Bulgaria, Alemania Federal y Marruecos. 
El día 31 de mayo de 1970, un terremoto azotó el departamento de Ancash, sobre todo a la ciudad de Yungay, en Perú; por eso en su primer partido la Selección jugó con un cintillo negro, recordando a las víctimas de dicha catástrofe natural. En su primer partido contra Bulgaria, iban perdiendo por 2 a 0, y lograron remontarlo para finalmente vencer por 3 a 2 a los búlgaros, dedicando el triunfo como una forma de "alivio" ante la adversidad que sufrían sus compatriotas en su tierra natal.
En el segundo encuentro, la selección venció a Marruecos y en el tercero fue derrotado por Alemania Federal, logrando clasificar a cuartos de final por primera vez.
Ya en cuartos de final, le toca enfrentar a la Selección Brasileña que contaba con uno de los mejores equipos de toda la historia, liderada por Pelé. Al momento de enfrentar al mejor seleccionado peruano de su historia, entonces saldría uno de los mejores partidos de todos los tiempos. El partido fue  emocionante, sin embargo no pudieron con el poderío de la "verdeamarelha" y Perú cayó derrotado. A la postre Brasil sería el campeón del mundo ese año.

## Antecedentes

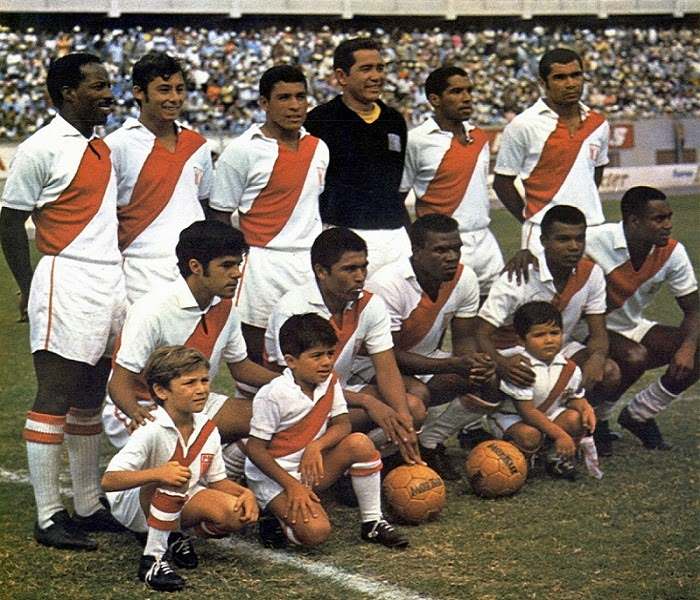
Partido preparatorio de la Selección Peruana de cara a la Copa Mundial de Fútbol de 1970.

Para la Copa Mundial de Fútbol de 1934 el Perú se enfrentaría a la Brasil, por el Grupo 9 pero se retiró, haciéndole clasificar a la Selección de fútbol de Brasil automáticamente.
En las clasificatorias (no se realizaron puesto que las selecciones clasificaron directamente) para Copa Mundial de Fútbol de 1938 el Perú no participaría al igual que otras selecciones, porque las selecciones sudamericanas intentaron realizar un boicot contra las Selecciones de Europa para alinearse con Argentina, debido de que esta iba a ser sede, puesto que se había planteado la alternancia América-Europa. La única que no se alineo a la postura sudamericana fue la Selección de fútbol de Brasil, que sí participó, porque después (en 1942), quería realizar la Copa del Mundo.
Durante las eliminatorias (no se realizaron puesto que las selecciones clasificaron directamente) para la Copa Mundial de Fútbol de 1950, Perú se retiraba del Grupo 2.
Cuando se iba a realizar la Clasificación para la Copa Mundial de Fútbol de 1954, (por primera vez se jugaban eliminatorias en Sudamérica), las Selecciones del Perú y de la Argentina, por orden expresa de Manuel A. Odria en alianza política con Juan Domingo Perón, se abstienen de participar.
Por la Clasificación de Conmebol para la Copa Mundial de Fútbol de 1958, el Perú le tocaba el Grupo 1 junto con Brasil y Venezuela, esta última finalmente se retiraría. Se logró un empate en Lima de 1 a 1 y una derrota en Río de Janeiro de 1 por 0, quedando eliminado.
En las eliminatorias para la Copa Mundial de Fútbol de 1962, a la Selección de fútbol del Perú le tocó el Grupo 13 de eliminatorias frente a una débil selección de Colombia de ese entonces. El duelo de ida en Bogotá, el Perú cayó 1 por 0; mientras que en el duelo de resolución en Lima se terminó empatando el marcador a uno, quedando nuevamente eliminados ante la sorpresa de todos.
Para el Mundial de Inglaterra, durante las eliminatorias al Perú le tocó integrar el Grupo 1 junto a Uruguay y Venezuela, quedando en segundo lugar con cuatro puntos detrás de Uruguay que obtuvo ocho puntos, quedando nuevamente eliminada.

## Clasificatorias de la Conmebol

### Grupo 1
| Equipo    | Pts | PJ | PG | PE | PP | GF | GC | Dif |
| --------- | --- | -- | -- | -- | -- | -- | -- | --- |
| Perú      | 5   | 4  | 2  | 1  | 1  | 7  | 4  | +3  |
| Bolivia   | 4   | 4  | 2  | 0  | 2  | 5  | 6  | –1  |
| Argentina | 3   | 4  | 1  | 1  | 2  | 4  | 6  | –2  |

| 3 de agosto de 1969 | Perú                    | 1:0 (1:0) | Argentina | Estadio Nacional, Lima                                                            |                                                                                   |
|                     | Pedro "Perico" León 52' |           |           | Asistencia: 47, 000 espectadores espectadores Árbitro(s): Ayrton Vieira de Moraes | Asistencia: 47, 000 espectadores espectadores Árbitro(s): Ayrton Vieira de Moraes |

| 17 de agosto de 1969 | Perú                                                   | 3:0 (3:0) | Bolivia | Estadio Nacional, Lima                                                    |                                                                           |
|                      | Teófilo Cubillas 36' Luis Cruzado 40' Alberto Gallardo |           |         | Asistencia: 20,670 espectadores espectadores Árbitro(s): Sergio Chechelev | Asistencia: 20,670 espectadores espectadores Árbitro(s): Sergio Chechelev |

| 10 de agosto de 1969 | Bolivia                                        | 2:1 (1:0) | Perú              | Estadio Hernando Siles, La Paz                                            |                                                                           |
|                      | Raúl Álvarez 69' · Héctor Chumpitaz 21' (a.g.) |           | Roberto Chale 51' | Asistencia: 20,670 espectadores espectadores Árbitro(s): Sergio Chechelev | Asistencia: 20,670 espectadores espectadores Árbitro(s): Sergio Chechelev |

| 31 de agosto de 1969 | Argentina                                           | 2:2 (0:0) | Perú                     | Estadio Alberto J. Armando, Buenos Aires                                        |                                                                                 |
|                      | José Rafael Albrecht 77' (pen.) · Alberto Rendo 87' |           | Oswaldo Ramírez 63', 82' | Asistencia: 53,627 espectadores espectadores Árbitro(s): Rafael Hormazabal Diaz | Asistencia: 53,627 espectadores espectadores Árbitro(s): Rafael Hormazabal Diaz |

## Jugadores
| N.º | Nombre              | Posición  | Clubes              |
| --- | ------------------- | --------- | ------------------- |
| 1   | Luis Rubiños        | Portero   | Sporting Cristal    |
| 2   | Eloy Campos         | Defensa   | Sporting Cristal    |
| 3   | Orlando de La Torre | Defensa   | Sporting Cristal    |
| 4   | Héctor Chumpitaz    | Defensa   | Universitario       |
| 5   | Nicolás Fuentes     | Defensa   | Universitario       |
| 6   | Ramón Mifflin       | Volante   | Sporting Cristal    |
| 7   | Roberto Chale       | Volante   | Universitario       |
| 8   | Julio Baylón        | Delantero | Alianza Lima        |
| 9   | Pedro Pablo León    | Delantero | Alianza Lima        |
| 10  | Teofilo Cubillas    | Delantero | Alianza Lima        |
| 11  | Alberto Gallardo    | Delantero | Sporting Cristal    |
| 12  | Rubén Correa        | Portero   | Universitario       |
| 13  | Pedro González      | Defensa   | Universitario       |
| 14  | José Fernández      | Defensa   | Universitario       |
| 15  | Javier Gonzáles     | Defensa   | Alianza Lima        |
| 16  | Félix Salinas       | Defensa   | Universitario       |
| 17  | Luis Cruzado        | Volante   | Universitario       |
| 18  | José del Castillo   | Delantero | Sporting Cristal    |
| 19  | Eladio Reyes        | Delantero | Juan Aurich         |
| 20  | Hugo Sotil          | Delantero | Deportivo Municipal |
| 21  | Jesús Goyzueta      | Portero   | Universitario       |
| 22  | Oswaldo Ramírez     | Delantero | Sport Boys          |

- = Capitán

## Amistosos previos
| 4 de febrero de 1970 | Perú | 0:2 | Checoslovaquia | Estadio Nacional, Lima           |  |
|                      |      |     |                | Árbitro(s): Alberto Tejada Burga |  |

| 7 de febrero de 1970 | Perú | 2:1 | Checoslovaquia |  |  |

| 9 de febrero de 1970 | Perú         | 1:1 (0:1) | Rumania     | Estadio Nacional, Lima                                   |                                                          |
|                      | Cubillas 56' |           | Lucescu 27' | Asistencia: 28.831 espectadores Árbitro(s): César Orozco | Asistencia: 28.831 espectadores Árbitro(s): César Orozco |

| 14 de febrero de 1970 | Perú | 0:0 | Unión Soviética | Estadio Nacional, Lima                                           |  |
|                       |      |     |                 | Asistencia: 41.535 espectadores Árbitro(s): Alberto Tejada Burga |  |

| 20 de febrero de 1970 | Perú | 0:2 (0:0) | Unión Soviética   | Estadio Nacional, Lima                                   |                                                          |
|                       |      |           | Byshovets 75' 79' | Asistencia: 27,011 espectadores Árbitro(s): César Orozco | Asistencia: 27,011 espectadores Árbitro(s): César Orozco |

| 21 de febrero de 1970 | Perú | 1:3 (1:0) | Bulgaria | Estadio Nacional, Lima |  |

| 24 de febrero de 1970 | Perú                                          | 5:3 (0:3) | Bulgaria                                       | Estadio Nacional, Lima                                  |                                                         |
|                       | Challe 63' · Sotil 55' 84' 58' · Cubillas 82' |           | Dermenyev 18' · Asparuhov 23' · Marashliev 25' | Asistencia: 25220 espectadores Árbitro(s): Erwin Hieger | Asistencia: 25220 espectadores Árbitro(s): Erwin Hieger |

| 5 de marzo de 1970 | Perú | 0:1 (0:1) | México | Estadio Nacional, Lima |  |

| 8 de marzo de 1970 | Perú | 1:0 (0:0) | México | Estadio Nacional, Lima |  |

| 15 de marzo de 1970 | México | 3:1 (0:0) | Perú | Estadio Azteca, Ciudad de México |  |

| 18 de marzo de 1970 | México | 3:3 | Perú | Estadio Azteca, Ciudad de México |  |

| 31 de marzo de 1970 | Uruguay                   | 2:0 (2:0) | Perú | Estadio Centenario, Montevideo |                        |
|                     | Maneiro 27' · Cubilla 40' |           |      | Árbitro(s): Pablo Vaga         | Árbitro(s): Pablo Vaga |

| 21 de abril de 1970 | Perú | 3:0 | El Salvador | Estadio Nacional, Lima |  |

## Participación

### Grupo 4
| Equipo        | Pts | PJ | PG | PE | PP | GF | GC | Dif |
| ------------- | --- | -- | -- | -- | -- | -- | -- | --- |
| Alemania Fed. | 6   | 3  | 3  | 0  | 0  | 10 | 4  | 6   |
| Perú          | 4   | 3  | 2  | 0  | 1  | 7  | 5  | 2   |
| Bulgaria      | 1   | 3  | 0  | 1  | 2  | 5  | 9  | -4  |
| Marruecos     | 1   | 3  | 0  | 1  | 2  | 2  | 6  | -4  |

#### Bulgaria vs Perú
| 2 de junio de 1970 | Bulgaria                     | 2:3 (1:0) | Perú                                        | Estadio Guanajuato, León                                               |                                                                        |
|                    | Dermendzhiev 13' · Bonev 49' | Reporte   | Gallardo 50' · Chumpitaz 55' · Cubillas 73' | Asistencia: 13.765 espectadores Árbitro(s): Antonio Sbardella (Italia) | Asistencia: 13.765 espectadores Árbitro(s): Antonio Sbardella (Italia) |

| 1          | Guardameta     | Simeon Simeonov       |     |
| 2          | Defensa        | Aleksandar Shalamanov |     |
| 3          | Defensa        | Ivan Dimitrov         |     |
| 6          | Defensa        | Dimitar Penev         |     |
| 4          | Defensa        | Stefan Aladzhov       |     |
| 5          | Centrocampista | Ivan Davidov          |     |
| 10         | Centrocampista | Dimitar Yakimov       |     |
| 7          | Delantero      | Georgi Popov          | 59' |
| 8          | Delantero      | Hristo Bonev          | 73' |
| 9          | Delantero      | Petar Zhekov          |     |
| 11         | Delantero      | Dinko Dermendzhiev    |     |
| Entrenador | Entrenador     | Stefan Bozhkov        |     |

| 1          | Guardameta     | Luis Rubiños        |     |
| 2          | Defensa        | Eloy Campos         | 29' |
| 3          | Defensa        | Orlando de La Torre |     |
| 4          | Defensa        | Héctor Chumpitaz    |     |
| 5          | Defensa        | Nicolás Fuentes     |     |
| 6          | Centrocampista | Ramón Mifflin       |     |
| 7          | Centrocampista | Roberto Chale       |     |
| 8          | Delantero      | Julio Baylón        | 51' |
| 9          | Delantero      | Pedro Pablo León    |     |
| 10         | Delantero      | Teofilo Cubillas    |     |
| 11         | Delantero      | Alberto Gallardo    |     |
| Entrenador | Entrenador     | Didí                |     |

| 18 | Delantero | Dimitar Marashliev | 59' |
| 19 | Delantero | Georgi Asparuhov   | 73' |

| 20 | Defensa   | Javier Gonzáles | 29' |
| 14 | Delantero | Hugo Sotil      | 51' |

| Anotado | 13' | Dinko Dermendzhiev | 1–0 |
| Anotado | 13' | Hristo Bonev       | 2–0 |

| Anotado | 51' | Alberto Gallardo | 2–1 |
| Anotado | 56' | Héctor Chumpitaz | 2–2 |
| Anotado | 73' | Teófilo Cubillas | 2–3 |

| Árbitro | Antonio Sbardella |

| 1          | Guardameta     | Simeon Simeonov       |     |
| 2          | Defensa        | Aleksandar Shalamanov |     |
| 3          | Defensa        | Ivan Dimitrov         |     |
| 6          | Defensa        | Dimitar Penev         |     |
| 4          | Defensa        | Stefan Aladzhov       |     |
| 5          | Centrocampista | Ivan Davidov          |     |
| 10         | Centrocampista | Dimitar Yakimov       |     |
| 7          | Delantero      | Georgi Popov          | 59' |
| 8          | Delantero      | Hristo Bonev          | 73' |
| 9          | Delantero      | Petar Zhekov          |     |
| 11         | Delantero      | Dinko Dermendzhiev    |     |
| Entrenador | Entrenador     | Stefan Bozhkov        |     |

| 1          | Guardameta     | Luis Rubiños        |     |
| 2          | Defensa        | Eloy Campos         | 29' |
| 3          | Defensa        | Orlando de La Torre |     |
| 4          | Defensa        | Héctor Chumpitaz    |     |
| 5          | Defensa        | Nicolás Fuentes     |     |
| 6          | Centrocampista | Ramón Mifflin       |     |
| 7          | Centrocampista | Roberto Chale       |     |
| 8          | Delantero      | Julio Baylón        | 51' |
| 9          | Delantero      | Pedro Pablo León    |     |
| 10         | Delantero      | Teofilo Cubillas    |     |
| 11         | Delantero      | Alberto Gallardo    |     |
| Entrenador | Entrenador     | Didí                |     |

| 18 | Delantero | Dimitar Marashliev | 59' |
| 19 | Delantero | Georgi Asparuhov   | 73' |

| 20 | Defensa   | Javier Gonzáles | 29' |
| 14 | Delantero | Hugo Sotil      | 51' |

| Anotado | 13' | Dinko Dermendzhiev | 1–0 |
| Anotado | 13' | Hristo Bonev       | 2–0 |

| Anotado | 51' | Alberto Gallardo | 2–1 |
| Anotado | 56' | Héctor Chumpitaz | 2–2 |
| Anotado | 73' | Teófilo Cubillas | 2–3 |

| Árbitro | Antonio Sbardella |

#### Marruecos vs Perú
| 6 de junio de 1970 | Marruecos | 0:3 (3:0) | Perú                           | Estadio Guanajuato, León                                                      |                                                                               |
|                    |           | Reporte   | Cubillas 65', 75' · Challe 67' | Asistencia: 13.537 espectadores Árbitro(s): Tofik Bakhramov (Unión Soviética) | Asistencia: 13.537 espectadores Árbitro(s): Tofik Bakhramov (Unión Soviética) |

| 1          | Guardameta     | Allal Ben Kassou   |     |
| 2          | Defensa        | Abdallah Lamrani   |     |
| 3          | Defensa        | Boujemaa Benkhrif  | 66' |
| 4          | Defensa        | Moulay Khanousi    |     |
| 5          | Defensa        | Kacem Slimani      |     |
| 6          | Centrocampista | Mohammed Mahroufi  |     |
| 8          | Centrocampista | Driss Bamous       |     |
| 7          | Centrocampista | Said Gandhi        | 81' |
| 10         | Delantero      | Mohammed El Filali |     |
| 14         | Delantero      | Houmane Jarir      |     |
| 11         | Centrocampista | Maouhoub Ghazouani |     |
| Entrenador | Entrenador     | Blagoje Vidinic    |     |

| 1          | Guardameta     | Luis Rubiños        |     |
| 13         | Defensa        | Pedro González      |     |
| 3          | Defensa        | Orlando de La Torre |     |
| 4          | Defensa        | Héctor Chumpitaz    |     |
| 5          | Defensa        | Nicolás Fuentes     |     |
| 6          | Centrocampista | Ramón Mifflin       | 56' |
| 7          | Centrocampista | Roberto Chale       |     |
| 20         | Delantero      | Hugo Sotil          |     |
| 9          | Delantero      | Pedro Pablo León    |     |
| 10         | Delantero      | Teofilo Cubillas    |     |
| 11         | Delantero      | Alberto Gallardo    | 76' |
| Entrenador | Entrenador     | Didí                |     |

| 13 | Defensa   | Jalili Fadili | 66' |
| 17 | Delantero | Ahmed Alaoui  | 81' |

| 20 | Centrocampista | Luis Cruzado    | 56' |
| 14 | Delantero      | Oswaldo Ramírez | 76' |

| Anotado | 66' | Teófilo Cubillas | 0–1 |
| Anotado | 67' | Roberto Chale    | 0–2 |
| Anotado | 76' | Teófilo Cubillas | 0–3 |

| Árbitro | Tofik Bakhramov |

| 1          | Guardameta     | Allal Ben Kassou   |     |
| 2          | Defensa        | Abdallah Lamrani   |     |
| 3          | Defensa        | Boujemaa Benkhrif  | 66' |
| 4          | Defensa        | Moulay Khanousi    |     |
| 5          | Defensa        | Kacem Slimani      |     |
| 6          | Centrocampista | Mohammed Mahroufi  |     |
| 8          | Centrocampista | Driss Bamous       |     |
| 7          | Centrocampista | Said Gandhi        | 81' |
| 10         | Delantero      | Mohammed El Filali |     |
| 14         | Delantero      | Houmane Jarir      |     |
| 11         | Centrocampista | Maouhoub Ghazouani |     |
| Entrenador | Entrenador     | Blagoje Vidinic    |     |

| 1          | Guardameta     | Luis Rubiños        |     |
| 13         | Defensa        | Pedro González      |     |
| 3          | Defensa        | Orlando de La Torre |     |
| 4          | Defensa        | Héctor Chumpitaz    |     |
| 5          | Defensa        | Nicolás Fuentes     |     |
| 6          | Centrocampista | Ramón Mifflin       | 56' |
| 7          | Centrocampista | Roberto Chale       |     |
| 20         | Delantero      | Hugo Sotil          |     |
| 9          | Delantero      | Pedro Pablo León    |     |
| 10         | Delantero      | Teofilo Cubillas    |     |
| 11         | Delantero      | Alberto Gallardo    | 76' |
| Entrenador | Entrenador     | Didí                |     |

| 13 | Defensa   | Jalili Fadili | 66' |
| 17 | Delantero | Ahmed Alaoui  | 81' |

| 20 | Centrocampista | Luis Cruzado    | 56' |
| 14 | Delantero      | Oswaldo Ramírez | 76' |

| Anotado | 66' | Teófilo Cubillas | 0–1 |
| Anotado | 67' | Roberto Chale    | 0–2 |
| Anotado | 76' | Teófilo Cubillas | 0–3 |

| Árbitro | Tofik Bakhramov |

#### Alemania Federal vs Perú
| 10 de junio de 1970                                             | Perú         | 1:3 (1:3) | Alemania Federal     | Estadio Guanajuato, León                                                   |                                                                            |
|                                                                 | Cubillas 44' | Reporte   | Müller 19', 26', 39' | Asistencia: 17.875 espectadores Árbitro(s): Abel Aguilar Elizalde (México) | Asistencia: 17.875 espectadores Árbitro(s): Abel Aguilar Elizalde (México) |
| Primera clasificación de Perú a cuartos de final de un Mundial. |              |           |                      |                                                                            |                                                                            |

| 1          | Guardameta     | Sepp Maier              |     |
| 2          | Defensa        | Horst-Dieter Höttges    | 46' |
| 11         | Defensa        | Klaus Fichtel           |     |
| 3          | Defensa        | Karl-Heinz Schnellinger |     |
| 7          | Defensa        | Berti Vogts             |     |
| 4          | Centrocampista | Franz Beckenbauer       |     |
| 12         | Centrocampista | Wolfgang Overath        |     |
| 14         | Delantero      | Reinhard Libuda         | 75' |
| 9          | Delantero      | Uwe Seeler              |     |
| 13         | Delantero      | Gerd Müller             |     |
| 17         | Delantero      | Hannes Löhr             |     |
| Entrenador | Entrenador     | Helmut Schön            |     |

| 1          | Guardameta     | Luis Rubiños\|      |     |
| 13         | Defensa        | Pedro González      |     |
| 3          | Defensa        | Orlando de La Torre |     |
| 4          | Defensa        | Héctor Chumpitaz    |     |
| 5          | Defensa        | Nicolás Fuentes     |     |
| 6          | Centrocampista | Ramón Mifflin       |     |
| 7          | Centrocampista | Roberto Chale       | 72' |
| 20         | Delantero      | Hugo Sotil          |     |
| 9          | Delantero      | Pedro Pablo León    | 56' |
| 10         | Delantero      | Teofilo Cubillas    |     |
| 11         | Delantero      | Alberto Gallardo    |     |
| Entrenador | Entrenador     | Didí                |     |

| 15 | Defensa   | Bernd Patzke     | 46' |
| 20 | Delantero | Jürgen Grabowski | 75' |

| 20 | Delantero      | Oswaldo Ramírez | 56' |
| 14 | Centrocampista | Luis Cruzado    | 72' |

| Anotado | 44' | Teófilo Cubillas | 1–3 |

| Anotado | 20' | Gerd Muller | 0–1 |
| Anotado | 26' | Gerd Muller | 0–2 |
| Anotado | 38' | Gerd Muller | 0–3 |

| Árbitro | Abel Aguilar Elizalde |

| 1          | Guardameta     | Sepp Maier              |     |
| 2          | Defensa        | Horst-Dieter Höttges    | 46' |
| 11         | Defensa        | Klaus Fichtel           |     |
| 3          | Defensa        | Karl-Heinz Schnellinger |     |
| 7          | Defensa        | Berti Vogts             |     |
| 4          | Centrocampista | Franz Beckenbauer       |     |
| 12         | Centrocampista | Wolfgang Overath        |     |
| 14         | Delantero      | Reinhard Libuda         | 75' |
| 9          | Delantero      | Uwe Seeler              |     |
| 13         | Delantero      | Gerd Müller             |     |
| 17         | Delantero      | Hannes Löhr             |     |
| Entrenador | Entrenador     | Helmut Schön            |     |

| 1          | Guardameta     | Luis Rubiños\|      |     |
| 13         | Defensa        | Pedro González      |     |
| 3          | Defensa        | Orlando de La Torre |     |
| 4          | Defensa        | Héctor Chumpitaz    |     |
| 5          | Defensa        | Nicolás Fuentes     |     |
| 6          | Centrocampista | Ramón Mifflin       |     |
| 7          | Centrocampista | Roberto Chale       | 72' |
| 20         | Delantero      | Hugo Sotil          |     |
| 9          | Delantero      | Pedro Pablo León    | 56' |
| 10         | Delantero      | Teofilo Cubillas    |     |
| 11         | Delantero      | Alberto Gallardo    |     |
| Entrenador | Entrenador     | Didí                |     |

| 15 | Defensa   | Bernd Patzke     | 46' |
| 20 | Delantero | Jürgen Grabowski | 75' |

| 20 | Delantero      | Oswaldo Ramírez | 56' |
| 14 | Centrocampista | Luis Cruzado    | 72' |

| Anotado | 44' | Teófilo Cubillas | 1–3 |

| Anotado | 20' | Gerd Muller | 0–1 |
| Anotado | 26' | Gerd Muller | 0–2 |
| Anotado | 38' | Gerd Muller | 0–3 |

| Árbitro | Abel Aguilar Elizalde |

- Clasificados para la siguiente fase Alemania Federal y el Perú.

### Cuartos de final
| 14 de junio de 1970 | Brasil                                          | 4:2 (2:1) | Perú                        | Estadio Jalisco, Guadalajara                                       |                                                                    |
|                     | Rivellino 11' · Tostão 15', 52' · Jairzinho 75' | Reporte   | Gallardo 28' · Cubillas 70' | Asistencia: 54.233 espectadores Árbitro(s): Vital Loraux (Bélgica) | Asistencia: 54.233 espectadores Árbitro(s): Vital Loraux (Bélgica) |

| 1          | Guardameta     | Félix          |     |
| 4          | Defensa        | Carlos Alberto |     |
| 2          | Defensa        | Brito          | 46' |
| 3          | Defensa        | Oswaldo Piazza |     |
| 6          | Defensa        | Marco Antonio  |     |
| 5          | Centrocampista | Clodoaldo      |     |
| 8          | Centrocampista | Gerson         | 67' |
| 7          | Delantero      | Jairzinho      |     |
| 9          | Delantero      | Tostao         | 75' |
| 10         | Delantero      | Pelé           |     |
| 11         | Delantero      | Rivelino       |     |
| Entrenador | Entrenador     | Mário Zagallo  |     |

| 1          | Guardameta     | Luis Rubiños     |     |
| 2          | Defensa        | Eloy Campos      |     |
| 14         | Defensa        | José Fernández   |     |
| 4          | Defensa        | Héctor Chumpitaz |     |
| 5          | Defensa        | Nicolás Fuentes  |     |
| 6          | Centrocampista | Ramón Mifflin    |     |
| 7          | Centrocampista | Roberto Chale    |     |
| 8          | Delantero      | Julio Baylón     | 54' |
| 9          | Delantero      | Pedro Pablo León | 61' |
| 10         | Delantero      | Teofilo Cubillas |     |
| 11         | Delantero      | Alberto Gallardo |     |
| Entrenador | Entrenador     | Didí             |     |

| 13 | Delantero      | Roberto | 80' |
| 18 | Centrocampista | Caju    | 67' |

| 19 | Delantero | Eladio Reyes | 61' |
| 20 | Delantero | Hugo Sotil   | 54' |

| Anotado | 11' | Rivelino  | 1–0 |
| Anotado | 15' | Tostão    | 2–0 |
| Anotado | 52' | Tostão    | 3–1 |
| Anotado | 75' | Jairzinho | 4–2 |

| Anotado | 28' | Alberto Gallardo | 2–1 |
| Anotado | 44' | Teófilo Cubillas | 3–2 |

| Árbitro | Vital Loraux |

| 1          | Guardameta     | Félix          |     |
| 4          | Defensa        | Carlos Alberto |     |
| 2          | Defensa        | Brito          | 46' |
| 3          | Defensa        | Oswaldo Piazza |     |
| 6          | Defensa        | Marco Antonio  |     |
| 5          | Centrocampista | Clodoaldo      |     |
| 8          | Centrocampista | Gerson         | 67' |
| 7          | Delantero      | Jairzinho      |     |
| 9          | Delantero      | Tostao         | 75' |
| 10         | Delantero      | Pelé           |     |
| 11         | Delantero      | Rivelino       |     |
| Entrenador | Entrenador     | Mário Zagallo  |     |

| 1          | Guardameta     | Luis Rubiños     |     |
| 2          | Defensa        | Eloy Campos      |     |
| 14         | Defensa        | José Fernández   |     |
| 4          | Defensa        | Héctor Chumpitaz |     |
| 5          | Defensa        | Nicolás Fuentes  |     |
| 6          | Centrocampista | Ramón Mifflin    |     |
| 7          | Centrocampista | Roberto Chale    |     |
| 8          | Delantero      | Julio Baylón     | 54' |
| 9          | Delantero      | Pedro Pablo León | 61' |
| 10         | Delantero      | Teofilo Cubillas |     |
| 11         | Delantero      | Alberto Gallardo |     |
| Entrenador | Entrenador     | Didí             |     |

| 13 | Delantero      | Roberto | 80' |
| 18 | Centrocampista | Caju    | 67' |

| 19 | Delantero | Eladio Reyes | 61' |
| 20 | Delantero | Hugo Sotil   | 54' |

| Anotado | 11' | Rivelino  | 1–0 |
| Anotado | 15' | Tostão    | 2–0 |
| Anotado | 52' | Tostão    | 3–1 |
| Anotado | 75' | Jairzinho | 4–2 |

| Anotado | 28' | Alberto Gallardo | 2–1 |
| Anotado | 44' | Teófilo Cubillas | 3–2 |

| Árbitro | Vital Loraux |

## Goleadores

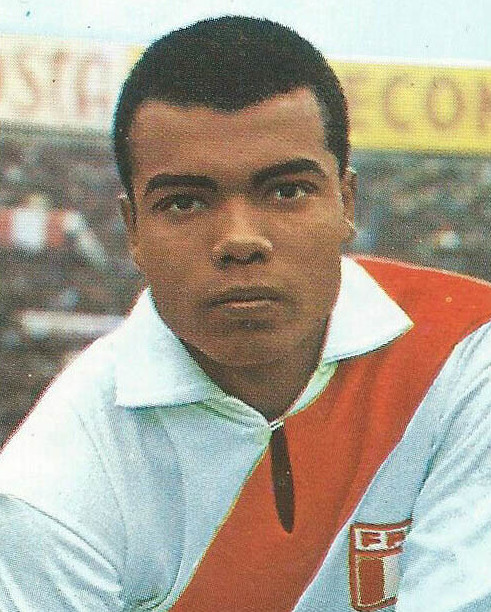
Teófilo Cubillas goleador de Perú en la Copa del Mundo de 1970.

Leyenda:

: goles.

PJ: partidos jugados.

| Jugador          |   | PJ |
| ---------------- | - | -- |
| Teófilo Cubillas | 5 | 4  |
| Alberto Gallardo | 2 | 4  |
| Roberto Chale    | 1 | 4  |
| Héctor Chumpitaz | 1 | 4  |